# Honggang
Honggang är ett stadsdistrikt i Daqing i Heilongjiang-provinsen i nordöstra Kina.